# Osornophryne bufoniformis
Osornophryne bufoniformis är en groddjursart som först beskrevs av Mario Giacinto Peracca 1904.  Osornophryne bufoniformis ingår i släktet Osornophryne och familjen paddor. IUCN kategoriserar arten globalt som nära hotad. Inga underarter finns listade i Catalogue of Life.